# Desarrollo personal
El desarrollo personal incluye actividades que impulsan el desarrollo de las habilidades personales, hábitos y forma de pensar adecuadas como medio para intentar mejorar la calidad de vida y contribuir a la realización de metas. El concepto no se limita a la autoayuda, sino que también incluye actividades formales e informales para el desarrollo de otros en papeles tales como maestro, guía, administrador, orientador vocacional o mentor. Cuando se lleva a cabo en instituciones, el desarrollo personal se refiere a los métodos, programas, herramientas, técnicas y sistemas de evaluación que apoyan el desarrollo humano a nivel individual, tanto en las organizaciones como en actividades planificadas por sí mismo.

## Áreas de aplicación
El desarrollo personal se entiende como un crecimiento cognitivo personal y en cuanto a destrezas que se observa a través de los comportamientos. Implica la forma de hablar, de manejar equipos o de enfrentarse a los desafíos de la vida, entre las demás personas.
Entre otras, las áreas de vida relacionadas con el desarrollo personal son las siguientes:
- Administración del tiempo — Invertir tiempo especialmente en lo que es útil para el crecimiento interior, para el propio bienestar y el del entorno. El retorno del tiempo invertido (ROTI) en el desarrollo personal se refiere a los beneficios obtenidos del tiempo dedicado a actividades de automejora. Ya sea aprender nuevas habilidades, perseguir aficiones o participar en actividades físicas, el objetivo es maximizar los beneficios de estas actividades. Al establecer objetivos personales claros, buscar métodos de aprendizaje eficientes y revisar el progreso regularmente, las personas pueden mejorar su ROTI en el desarrollo personal, llevando a una vida más equilibrada.

- Autoconocimiento — En cierto sentido es ser maestro de sí mismo, y consecuentemente, ser un humano mejor, tener consciencia y percepción de los propios bloqueos y limitaciones, y superarlos por sí mismo, con el poder de la consciencia y de la mente.

- Comunicación interpersonal — El cuidado y la preocupación de los interlocutores, en la transmisión de los dichos y del propio pensamiento, también es de gran importancia, en la medida que se logren alcanzar los objetivos deseados. El acierto en la comunicación no depende solamente de la forma en que el mensaje es transmitido por parte del actor, sino que es factor fundamental la comprensión de ese mensaje por parte del interlocutor a quien está dirigido el mensaje.

- Emprendedurismo — Un buen emprendedor es el individuo que actúa en una forma especial, innovadora, y que se desempeña bien en actividades de organización, administración y ejecución, incluyendo principalmente generación de riquezas, transformación de conocimientos, aplicación de nuevos procedimientos, y/o encare de nuevos productos o servicios.

- Liderazgo — Este aspecto refiere a la habilidad manifestada por el líder para motivar e influir en los liderados de forma positiva y ética, para que contribuyan, voluntariamente y con entusiasmo, a que se alcancen los objetivos del equipo o de la organización.

- Motivaciones — Este aspecto refiere a la fuerza interior que, bien entendido, se modifica constantemente durante toda la vida de cada persona, y desde donde se dirigen e intensifican los objetivos personales.

- Marketing personal — Este aspecto se refiere a valorizar al ser humano en todos sus atributos y características, inclusive en su compleja estructura física, intelectual o espiritual. Esto apunta a posibilitar la utilización plena de las capacidades y potencialidades humanas, tanto en el área profesional u ocupacional como en la vida personal.

- Productividad — Este aspecto refiere a la relación entre lo producido y los factores e insumos de producción que fueron utilizados, relación que se mida como se mida, debe tratarse de que sea lo mayor posible.

- Poder mental — Esto involucra el desarrollo de las funciones mentales en pro de realizaciones y conquistas positivas: Raciocinio; Análisis; Lógica; Captación de informaciones sensoriales; Determinación en las elecciones; Saber diferenciar bien entre lo conveniente y lo errado (en los aspectos conscientes). Tampoco despreciar o dejar completamente de lado los aspectos inconscientes, ya que ellos constituyen el 90 por ciento del comportamiento de cada persona, la memoria profunda, el control y buen funcionamiento de las funciones orgánicas, la intuición, los automatismos…

- Calidad de vida — Este aspecto involucra el bienestar físico, mental, psicológico y emocional, además de las necesarias y convenientes relaciones sociales con la familia, con amigos y con compañeros de estudio y de trabajo. Tampoco deben descuidarse la salud, la educación, el poder de compra (liquidez) y otras cuestiones de la vida en sociedad.

- Relaciones humanas — Esta cuestión involucra las relaciones entre personas y las formas que estas tienen de comunicarse. Lo que conviene es relacionarse con personas con las que nos sintamos cómodos, y que nos motiven e impulsen a concretar metas positivas, generando así una sinergia de forma que ello se refleje en todo el grupo, en un reforzamiento de todos hacia uno, y de uno hacia todos.

Aceptar entrar en un proceso de desarrollo personal es permitir el análisis de todos los asuntos vivenciales que nos involucran, para lograr una percepción de cuáles de ellos están en déficit o determinar dónde están los desafíos, a efectos de determinar lo que debe modificarse y lo que podemos hacer para obtener resultados diferentes y más exitosos.

## Teorías y métodos

### El bienestar y el modo de vida, el desarrollo personal y la autorrealización
Desde el punto de vista del utilitarismo, el «bien estar» se define como la mezcla o combinación de situaciones de placer y de alegría con ausencia de penas y de situaciones incómodas, y de manera tal de en algún sentido obtener la maximización del bienestar general.
La noción de desarrollo personal tiene significaciones diferentes según que el enfoque y análisis sea expresado por los psicoanalistas, o por los promotores de las técnicas New Age, o por ciertos adherentes a las llamadas corrientes coaching, o según se trate de educadores o de especialistas en cuestiones del trabajo decente, etc. Los objetivos del desarrollo personal pueden así reenviar al conocimiento de sí mismo, o sea en definitiva, a la valorización de los propios talentos y virtudes, a la mejora de la calidad de vida, y a poder llegar a alcanzar las propias aspiraciones más sentidas, etc. Por ejemplo, en la revista Sciences humaines, se expresa al respecto lo siguiente :

Cita: Les techniques de développement personnel visent à la transformation de soi : soit pour se défaire de certains aspects pathologiques (phobie, anxiété, déprime, timidité), soit pour améliorer ses performances (mieux communiquer, gérer son temps, s'affirmer).
Traducción al español: Las técnicas de desarrollo personal se orientan a la transformación de la propia persona, ya sea para deshacerse o aminorar ciertos aspectos que pueden rozar lo patológico (fobias, ansiedad, depresión, timidez), ya sea para mejorar las propias performances (comunicarse mejor en público o en pequeñas reuniones, mejor gestionar el propio tiempo, afirmarse en ciertas habilidades y destrezas).

El desarrollo personal es objeto de críticas bastante severas por parte de los sectores académicos, que consideran ese dominio de conocimientos y de reflexiones como una pseudociencia, pues dicen que así se promueven conceptos imaginarios o ilusorios, lo que incluso en ciertos casos puede ser hasta peligroso.
Según sus promotores y defensores, las cuestiones relativas al sentido de la vida planteadas por la filosofía y la religión, están en el origen del desarrollo personal, ya que así se constituye una respuesta a las problemáticas y dudas que se plantean.

### Psicoterapias

#### Dos psicoanalistas:Carl Gustav Jung(1921) yAlfred Adler(1930)
Son principalmente los trabajos de Alfred Adler (1870-1937) y Carl Gustav Jung (1875-1961) los que primero se asociaron al desarrollo personal, marcando rumbo en este sentido.
La mayoría de los conceptos del psiquiatra suizo Carl Gustav Jung han sido retomados por las teorías modernas del desarrollo personal, tales como por ejemplo la sincronicidad, los arquetipos, el inconsciente colectivo, su visión del soñar, y especialmente el concepto central en la teoría de este erudito, la «individuación».
La individuación traduce el proceso por el cual un individuo resulta un todo, una totalidad, siguiendo el arquetipo del sí-mismo. Para Carl Gustav Jung, la individuación es el proceso de diferenciación psicológica, destinado a armonizar la relación del consciente con el inconsciente, y que tiene por objetivo el desarrollo de la personalidad del individuo. Los aportes de Jung en primer lugar influyeron sobre las psicoterapias de inspiración psicoanalítica (P.I.P) así como sobre las teorías del management (en especial los tipos psicológicos con el MBTI) que conducen al desarrollo personal.
Según el sociólogo Luc-Michel Mazenc, el impacto del pensamiento de Jung en la dinámica emergente del New Age fue fundamental.
Alfred Adler rehúsa limitar la psicología únicamente a su rol terapéutico, insistiendo en la idea de que las aspiraciones humanas en buena medida se orientan hacia lo que vendrá, y no son consecuencia de reflejos inconscientes o de fijaciones infantiles. Fundador de la psicología individual, Adler es quien mejor definió el concepto de «estilo de vida», estableciendo el mismo como una aproximación personal a la vida, en la que cada cual se forma una imagen de sí, y de la manera en que enfrenta los problemas.

#### El método Coué (1926)
Émile Coué (1857-1926), farmacólogo y psicoterapeuta en Nancy (Francia), escribió en 1926 el libro titulado Maîtrise de soi-même par l'autosuggestion consciente  (en español: Dominio de sí-mismo a través de la autosugestión consciente). El método consiste en sugerir que se repita veinte veces seguidas y tres veces por día, la frase que se indica seguidamente :

Tous les jours, à tous points de vue, je vais de mieux en mieux.
Traducción al español: Todos los días, y desde todos los puntos de vista, me siento cada vez mejor.

Émile Coué resumió en algunos principios su técnica psicoterapeuta, llamada desde entonces «Método Coué», que consiste en alcanzar cierto equilibrio entre el organismo y su psiquismo, gracias a la autosugestión :
1. Cuando la voluntad y la imaginación están en lucha, siempre es la imaginación la que gana sin ninguna excepción (ley del efecto inverso).
2. En un conflicto entre la voluntad y la imaginación, la fuerza de la imaginación es directamente proporcional al cuadrado de la voluntad.
3. Cuando la voluntad y la imaginación concuerdan, una no se agrega o suma a la otra, sino que una se multiplica por la otra (efecto sinergia).
4. La imaginación puede ser conducida o dirigida por la autosugestión consciente.

No siendo doctor en medicina sino farmacólogo, Emile Coué fue menospreciado por sus contemporáneos, que le hicieron objeto de sus burlas. Pero el citado tiene el gran mérito de intentar aplicar un proceso riguroso y lo más ordenado posible, en algo donde dominaba lo irracional y lo netamente empírico.
En 1949, el doctor Robert J. Hoagland hizo un importante aporte experimental a la idea de la sugestión consciente, descubriendo el llamado “efecto placebo”, lo que impulsó la investigación médica a la realización sistemática de comprobaciones entre grupos homogéneos que solamente se diferenciaban en cuanto al engaño placebo.
| Autorrealización (resolución de problemas, moral, creatividad…) |

| Reconocimiento (confianza, respeto a otros y por los otros, estima personal…) |

| Afectividad y necesidades de pertenencia a grupos (amor, amistad, intimidad, familia…) |

| Necesidades en cuanto a seguridad (del cuerpo, del empleo, de la salud, de la propiedad…) |

| Necesidades fisiológicas (comer, beber, dormir, respirar…) |

Pirámide de necesidades de Maslow

#### La psicología humanista (1943)
La psicología humanista está representada por Abraham Maslow y Carl Rogers.

Desde 1943, Abraham Maslow se interesó en las necesidades del hombre, las que representó en su « pirámide de necesidades », en donde en lo más elevado se encuentra el deseo de realización personal. Decía Maslow que para concretar esta representación, es necesario conocer las potencialidades positivas del ser humano, asunto descuidado por la psicología clásica, demasiado orientada hacia la psicopatología.

Cita: What a man can be, he must be. This need we may call self-actualization.
Traducción al español: Lo que un hombre puede ser, debe serlo. A estas necesidades las podemos llamar autoactualización o autorrealización.

#### El pensamiento positivo (1952)
Norman Vincent Peale escribió un interesante libro que tuvo y que aún tiene una influencia enorme: The power of Positive Thinking (en español: El poder del pensamiento positivo). De lo que se trata es transformar las emociones negativas en actitudes positivas.

#### La psicoterapia cognitivo-conductual (1958)
Las Terapias cognitivo-conductuales se orientan a modificar los hábitos, así como las representaciones y los esquemas de comportamiento inadaptados. El psiquiatra Christophe André, en su libro L'estime de soi (1999), explica como «quererse a sí mismo para mejor convivir con los otros», proponiendo «cuestionarios y ejercicios orientados a establecer un balance personal». Por su parte, Béatrice Millêtre, doctor en psicología, en su obra Petit guide à l'usage des gens intelligents qui ne se trouvent pas très doués (2007), propone «ser más feliz y ser mejor persona».
Además, el trabajo sobre los sesgos cognitivos permite identificar las maneras de pensar no productivas. Aaron Beck (precursor de los TCC) inició este tipo de trabajo, enumerando los 10 sesgos (entonces llamados «distorsiones») característicos de la depresión.

#### El análisis transaccional (AT)
Creador del Análisis Transaccional en el entorno del año 1960, Eric Berne distingue tres diferentes «estados de sí mismo»: el padre (la consciencia moral), el niño (la afectividad), y el adulto (la actitud neutra y racional). Estas posturas se expresan en las interacciones (y transacciones) mantenidas con los otros.

### El coaching o mentorariato (hacia 1970)

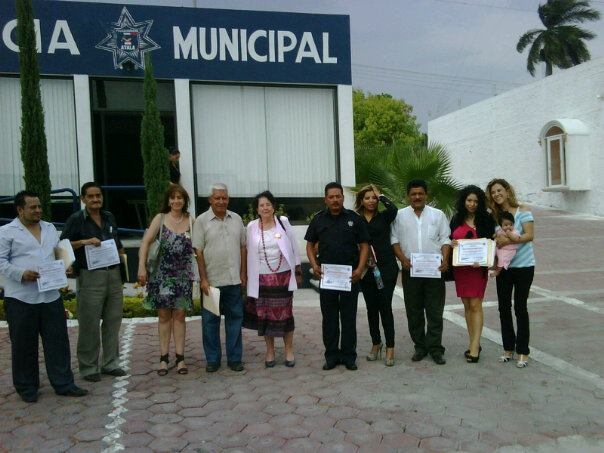
Dr. Jesús Orlando Morales Ortiz, en capacitación policiaca sobre juicio oral y manejo del estrés (México), 2012.

Algunas empresas llegan a recurrir al coaching para consolidar y optimizar las competencias de sus equipos, y/o para enfrentar determinadas problemáticas internas o externas (conflictos de personalidades, mal ambiente de trabajo, baja productividad, gestión de riesgos, acoso de algún tipo entre trabajadores, estrés y burnout, conflictos derivados de la competencia…). No obstante, hay que recordar que el principal objetivo de una empresa siempre será la producción, las ganancias, y no precisamente el desarrollo personal de los individuos que laboran.
Los dirigentes y administradores no escapan a estas situaciones, y puede ser conveniente que también ellos recurran al coaching, para obtener respuestas concretas que por sí solos no son capaces de generar, y/o para fortalecerse y mejorar en cuanto a las acciones cotidianas, y/o para mejor administrar las decisiones propias de su nivel de responsabilidad, etc.
El coaching está orientado a permitir que las personas den lo mejor de sí mismas y por eso se enfatiza en la capacitación, tanto en habilidades concretas —como la dirección de un equipo o la atención al cliente— como en el desarrollo personal a través de la comunicación, y/o de la autoconfianza, y/o de la reducción del estrés emocional.

Cita: Dans le domaine sportif, le coach, c'est l'entraîneur : celui qui accompagne un athlète (ou une équipe) ; il enseigne, conseille, motive, encourage, stimule. Issu du monde sportif, le coaching a fait son entrée dans le domaine de l'entreprise, pour, d'abord, assister les dirigeants, puis, récemment, s'étendre aux personnels d'encadrement. Le coaching tend à se généraliser à de nombreux secteurs de la vie privée : de l'éducation au conseil alimentaire.
Traducción al español: En el área del deporte, el coach es el entrenador, es el que acompaña a un atleta o a un equipo, es quien enseña, aconseja, motiva, alienta, estimula… Surgido desde el mundo de los deportes, el coaching también es de aplicación en el mundo empresarial, en este caso particularmente para asistir a los dirigentes, y últimamente también para asistir y apoyar a los mandos medios. El coaching tiende a generalizarse a varios otros sectores, como por ejemplo la educación, la alimentación…

Cita: « Mon âme ! Quand seras-tu donc bonne et simple, sans mélange et sans fard ? (…) Quand renonceras-tu à ces folles cupidités et à ces vains désirs qui te font souhaiter des créatures animées ou inanimées pour contenter tes passions, du temps pour en jouir davantage, des lieux et des pays mieux situés, un air plus pur, et des hommes plus sociables ? Quand seras-tu pleinement satisfaite de ton état ? Quand trouveras-tu ton plaisir dans toutes les choses qui t’arrivent ? Quand seras-tu persuadée que tu as tout en toi ? »
Traducción al español: « ¡Mi alma! ¿Cuándo es que serás buena y simple, sin mezcla y sin maquillaje? (…) ¿Cuándo renunciarás a esas locas codicias y a esos vanos deseos que te hacen querer criaturas animadas o inanimadas, a efectos de contentar tus pasiones, así como ganar tiempo para gozar aún más, lugares y países mejor situados, y aire más puro, y personas más sociables? ¿Cuándo es que estarás plenamente satisfecha de tu estado? ¿Cuándo encontrarás placer en todas las cosas que te pasan? ¿Cuándo quedarás persuadida alma mía, de que tienes todo en ti misma? »

### La programación neurolingüística –PNL– (1973)
La programación neurolingüística trata de un proceso pragmático en psicología aplicada, elaborado a mediados de la década de los años 1970 por los investigadores estadounidenses Richard Bandler y John Grinder… Este procedimiento busca modelizar los «saber-hacer» (competencias) y los «saber-ser» (actitudes, convicciones, valores, autoestima, seguridad) de personas de talento en sus respectivos dominios, para que los retransmitan mejor a aquellos a quienes interesa y puede servir. De todas maneras, la programación neurolingüística es considerada en distintos ambientes universitarios como una seudociencia, ya que se le critica que aún no tiene una verdadera validación terapéutica.
A través de la observación de las personas que trabajan y tienen éxito en dominios tales como la psicoterapia, la creatividad, la gestión, la comunicación, la enseñanza, el deporte…, el estudioso en programación neurolingüística (PNL) busca por ejemplo determinar cómo es que los citados se motivan, y cómo es que clasifican la información, además de cómo es que aprenden y manejan sus impresiones, cómo es que mejoran sus interrelaciones, y cómo es que razonan y toman sus decisiones.

Cita:  De cette observation, la PNL tire des modèles d'excellence censés être applicables à tous.
Traducción al español: De esta observación, la programación neuro lingüística (PNL) saca (elabora) modelos de excelencia, que podrían ser aplicables a todos.

Las intervenciones de los programadores neurolingüísticos (o PNLísticos) no son todas del mismo nivel y complejidad. Algunas proponen la adquisición de competencias personales (por ejemplo: gestión de conflictos, sincronización…) o de competencias relacionales (por ejemplo: estrategias de memorización, estrategias de manejo de reuniones, manejo del discurso hablado en público…), mientras que otras se orientan a «superar» las barreras con origen en creencias limitantes (por ejemplo: «no estoy capacitado», «no es para mí», «no hay esperanzas», «nada podré frente al poder de un jefe»…); y en mayor o menor medida, los distintos ejemplos presentados tienen todos cierta incidencia o impacto en la estima personal del involucrado.
A través del desarrollo de estos modelos, la PNL indujo una cierta manera de observar el mundo, así como sintetizó el conjunto de sus presupuestos, orientándose al mejoramiento de la autonomía y del respeto mutuo, y también de la superación personal (o superación de sí mismo), de la libertad de pensamiento, de la calidad relacional con otras personas …

#### La psico-sociología de los estados de vida (1978)
El concepto de "estados de vida" fue desarrollado en los años 1970 por el investigador Daniel Levinson (1920-1994) desde una perspectiva psico-sociológica. A pesar de que los sociólogos han revisado los estados descriptos por Levinson, su contribución principal a la investigación en materia de desarrollo personal, consiste en su llamada de atención sobre la influencia que tienen las aspiraciones de las personas, en especial en el caso del joven adulto, a las que llama «Rêves» (en español: «Sueños»; «Ensoñaciones»).:

Cita: Quelle que soit la nature de son Rêve, le jeune homme a la tâche de le développer en lui donnant plus de clarté et en trouvant des moyens pour le vivre. Il y a une grande différence dans son développement entre une structure de vie imprégnée et conforme à ce Rêve ou bien en contradiction avec lui. Si le Rêve reste déconnecté de sa vie, il peut simplement disparaître et avec lui la sensation de vivre et d’avoir un but.
Traducción al español: Cualquiera que sea la naturaleza de su sueño, el joven adulto tiene la tarea de desarrollarlo, dándole más claridad y verosimilitud, y buscando los medios para concretarlo. Existe una gran diferencia entre una realidad de vida impregnada y conforme a ese sueño, y un desarrollo lleno de contradicciones y limitantes. Si el sueño tiende a desaparecer al quedar desconectado de la vida y no poderse concretar, también tiende a desaparecer en el sujeto la sensación de realmente vivir algo que merece ser vivido, y de tener un objetivo de vida concreto que merece ser retenido.

#### La psicología positiva (1998)
En 1998, el desarrollo personal pasó de ser un tema secundario de la psicología a una posición central, cuando Martin Seligman fue elegido presidente de la Asociación Estadounidense de Psicología (APA), proponiendo entonces un nuevo punto de vista, la psicología positiva, centrando así la atención en los individuos sanos mucho más que en las patologías.

Cita: Nous avons découvert qu’il existe un ensemble de forces humaines qui constituent les meilleures défenses contre la maladie mentale : le courage, l’optimisme, les compétences relationnelles, l’éthique du travail, l’espoir, l’honnêteté et la persévérance. Pour prévenir les maladies mentales nous allons créer une science de ces forces humaines dont la mission sera de promouvoir ces vertus auprès de la jeunesse.
Traducción al español: Hemos descubierto que existe un conjunto de fuerzas humanas que constituyen las mejores defensas contra las enfermedades mentales : coraje, optimismo, competencias relacionales, ética del trabajo, esperanza, honestidad, perseverancia. Para prevenir las enfermedades mentales, vamos a crear una ciencia que trate estas fuerzas humanas, con la misión de promover sus virtudes, especialmente entre los jóvenes.

En cuanto a la investigación en psicología en relación con el desarrollo personal, Albert Bandura (nacido en 1925) realizó diversos estudios intentando comprender cómo ciertas fuerzas humanas más que otras, ayudan a fortalecer el desarrollo personal, y a este respecto mostró que la confianza en su propio éxito, es uno de los factores que explica mejor el por qué individuos que tienen el mismo nivel de conocimientos y de competencias, pueden llegar a tener resultados muy diferentes. Según Bandura, la confianza en sí mismo es un índice potente de éxito, puesto que :
- permite aceptar el éxito cuando este llega;
- facilita la toma de riesgos, dando prioridad a objetivos o resultados elevados;
- ayuda a continuar insistiendo, si los objetivos no son alcanzados en el primer intento;
- ayuda a controlar las emociones y los temores cuando surgen los contratiempos y las dificultades.

El psiquiatra Jean Cottraux, en su libro La force avec soi: pour une psychologie positive (2007), expuso «un método de cambio personal» que se basa en la «búsqueda de las propias fuerzas de carácter».

### Aplicaciones

#### El desarrollo personal
La primera persona en introducir el desarrollo personal fue Abraham Maslow (1908-1970), proponiendo una jerarquía de necesidades representada en forma de pirámide, en donde en el vértice superior ubicó la realización personal o realización de sí mismo, definida como el deseo y la aspiración de aproximarse o transformarse cada vez más a lo que realmente se es, y a lo que se está en medida de ser.
Maslow estaba persuadido de que solamente una pequeña proporción de personas llegaban a alcanzar ese estado de autorrealización, y él mismo estimaba subjetivamente esta cifra en el —1 % de la población—. Su visión esquemática de una jerarquía de necesidades, tuvo con frecuencia una falsa interpretación sobre que el estadio «superior» del desarrollo personal, se encontraba reservado a quienes estaban en lo alto de la pirámide de la organización, mientras que la mayor parte de la masa de empleados pareciera no sobrepasar casi nunca del estadio de la seguridad en el empleo y de las buenas condiciones de trabajo.
Pero con posterioridad, y luego que las organizaciones y los mercados se globalizaran, la responsabilidad del desarrollo personal poco a poco pasó de las empresas a los propios individuos. Así lo constató en 1999 Peter Drucker, en una investigación publicada en la 'Harvard Business Review'.

Cita: Nous vivons un âge d’opportunités sans précédent : si vous avez l’ambition et l’intelligence, vous pouvez monter au sommet du métier que vous avez choisi quel que soit votre point de départ. Mais avec cette opportunité vient la responsabilité. Les entreprises, aujourd’hui, ne gèrent plus les carrières de leurs employés ; les travailleurs du savoir doivent effectivement devenir leur propre Pdg. C’est à vous de vous tailler une place, de savoir quand il est temps de changer de trajectoire, et de rester engagé et productif pendant une vie de travail qui dure une cinquantaine d’années.
Traducción al español: Vivimos un tiempo de oportunidades sin precedente: si alguien tiene ambiciones e inteligencia, puede llegar a alcanzar reconocimiento en el área profesional u ocupacional que haya elegido… Pero esta oportunidad también implica responsabilidades. Hoy día, las empresas no controlan las carreras de sus empleados, sino que un trabajador debe ser él mismo su propio Pdg. Es el propio trabajador que tiene la responsabilidad de elegir las líneas de capacitación que mejor le convienen, así como de encontrar un conveniente lugar o nicho donde desarrollar sus actividades laborales, y así como de decidir cuándo es el momento de cambiar su trayectoria ocupacional, para poder ser productivo y generar ingresos durante su vida profesional activa, la que dura aproximadamente unos cuarenta y cinco o cincuenta años.

Los profesores especialistas en management, Sumantra Ghoshal y Christopher Barlett, respectivamente de la London Business School y de la Harvard Business School, afirman enfáticamente que las empresas deberían tratar y evaluar a sus empleados en forma individual, a la hora en entrevista para un trabajo o por ejemplo de firmar un nuevo contrato de trabajo. Pensar en los trabajadores cada uno como un engranaje de la máquina corporativa, no solamente es un enfoque obsoleto, sino también peligroso por sus posibles consecuencias para la marcha general de la empresa. Argumentan Sumantra Ghoshal y Cristóbal Bartlett, que debe abandonarse la idea de insertar a cada trabajador en un molde corporativo preestablecido. Lo más importante en una empresa es incentivar y utilizar los talentos y las virtudes particulares de sus trabajadores, para lo cual, se debe establecer un amigable ambiente de trabajo junto a cierto grado de libertad de sus integrantes, para así poder llegar a obtener ventajas competitivas.
- Por un lado, la empresa y sus dirigentes deben convencerse y admitir que el desarrollo personal crea valor:

Cita: La performance du marché ne découle pas de la sagesse omnipotente des dirigeants mais de l’initiative, de la créativité et des compétences de tous les employés. (traducción de la cita: La buena actuación de una empresa en el mercado, no se deriva particularmente de la sabiduría y habilidad de sus dirigentes, sino principalmente de la iniciativa, la creatividad, y las competencias, de todos sus empleados.)
- Y por otro lado, los empleados deben reconocer que su trabajo debe incluir como algo importante, el desarrollo y la práctica de esa noción de desarrollo personal, para así «convencerse de la importancia enorme del aprendizaje continuo y de la profundización de todo lo relativo al desarrollo personal».

A partir de entonces, las perspectivas de progreso en la empresa han cambiado. Por lo general, los individuos prefieren asegurar su desarrollo personal a la par de su desarrollo profesional, y están algo menos interesados en progresar demasiado rápido en la jerarquía de la organizació empresarial. La investigación muestra que las carreras de las mujeres siguen etapas de desarrollo específicas, valorando de modo diferente a los hombres lo que se entiende por el éxito profesional-empresarial. Herminia Ibarra por su parte, muestra que los cambios de carrera conllevan un cambio de identidad profesional.
En líneas generales, los programas de desarrollo personal de las empresas pueden dividirse en dos categorías: (A) programas en lo fundamental orientados a motivar a los empleados, creando buenas condiciones de trabajo; (B) programas de orientación estratégica en el desarrollo personal, para mejorar el capital humano.
- Cuando se trata de planes de acción en favor de los empleados, el objetivo es la optimización o el mejoramiento de la satisfacción y motivación de las personas, así como la fidelidad hacia la empresa. En estos casos, los cuestionarios pueden ayudar a las empresas a definir las necesidades en materia de desarrollo personal, las preferencias de cada cual, y las problemáticas recurrentes, lo que orienta en el desarrollo de programas específicos. Lo más corriente en programas de esta categoría, es que los mismos se orienten a mejor articular la vida personal-familiar con la profesional, así como a mejor gestionar el propio tiempo y el estrés, a tratar correctamente la propia salud, y a manejar mejor la comunicación con los iguales y con los clientes. Muchos de estos programas proponen actividades que muchos empleados estarían bien dispuestos a pagar para tenerlos fuera de la esfera empresarial, tales como por ejemplo: yoga, deportes varios, artes marciales, PNL…

- Por su parte, los programas estratégicos de desarrollo personal tienen como objetivo acrecentar las capacidades del capital humano, a la par de aumentar la productividad, la capacidad de innovación, y las cualidades individuales.[56] Obviamente, estos programas no son considerados un gasto sino una inversión, cuyos resultados dependerán directamente de los objetivos estratégicos de desarrollo de la propia empresa. El acceso a estos programas se hace por selección, en función del potencial del empleado, y/o de la posición que ocupa en la empresa, a veces en el marco de un plan general de gestión de talentos, a veces muy orientado a la sección ventas, o al sector de investigaciones técnicas y de mercados, o a la búsqueda de futuros dirigentes. En otros casos, la población objetivo será la totalidad de los empleados, en un plan por etapas, y en este último caso, se abordan cuestiones tales como el desarrollo de la carrera, el trabajo en equipo, el desarrollo de competencias, etc.[57]

#### El desarrollo personal en las nebulosas estrategias del «New Age» (1920-2000)
En el plano terapéutico, las técnicas rotuladas bajo el título «New Age (Nueva Era)» están vinculadas con el desarrollo personal. La inspiración en este sentido se remonta a los años 1920 a través de las ideas de la teósofa Helena Petrovna Blavatsky, pero es sobre todo en los años 1980 que la escritora estadounidense Marilyn Ferguson teoriza al respecto en su libro The Aquarian conspiracy: personal and social transformation in the 1980s. Así, en el Instituto Esalen (California), fueron experimentadas nuevas técnicas «New Age»: la 'terapia primal' de Arthur Janov, el 'Rolfing' de Ida Rolf, el 'análisis bioenergético' de Alexander Lowen, y la 'Gestalt-terapia'  de Fritz Perls.
Para desarrollar su influencia, los métodos New Age primero se difundieron discretamente a través de pequeños grupos de adeptos, pero después invadieron los medios masivos de difusión, promoviendo un abanico de múltiples técnicas inspiradas tanto en las culturas orientales como en las occidentales, y orientadas tanto al cuerpo físico como al espíritu.
| - Análisis bioenergético - Análisis transaccional - Arteterapia - Coaching - Hipnosis - Meditación - Autosugestión - Morfopsicología | - Programación neurolingüística - Qi gong - Relajación - Técnica de relajación - Rêve éveillé o Soñando despierto - Sofrología - Entrenamiento autógeno - Yoga |

### Análisis genérico de este enfoque

#### Reacciones y críticas
El sentido exacto de «desarrollo personal» generalmente está imprecisamente definido y varía de una cultura a otra (de un país a otro). En Francia, algunos académicos han criticado los desarrollos y enfoques en esta temática, así como muchos multimedios, e incluso directivos de poderes públicos y parlamentarios, que en ciertos casos juzgan que muchos de sus métodos son confusos, oscuros, e incluso peligrosos, ya que se inspiran en cuestiones espirituales y netamente subjetivas, así como en las creencias y filosofías «New Age (Nueva Era)» y/o en pseudociencias con poca o ninguna base científica.
Por otra parte, las generosas promesas de felicidad presentes en muchos de los métodos de «desarrollo personal», podrían llegar a abusar de la vulnerabilidad y credulidad de algunas personas, a tal punto que lo que pretende darles una solución se transforme en realidad en un problema y un peligro para la salud personal. Ciertos grupos sectarios como por ejemplo la Cienciología fueron reiteradamente acusados de servirse de las tácticas del desarrollo personal, para reclutar nuevos adeptos para el grupo. Por esta razón, durante cierto tiempo la difusión de varias técnicas de desarrollo personal se ha visto limitada a la distribución y venta por correspondencia (por ejemplo, ediciones Godefroy, ediciones Marabout, ediciones Reuille).
En Estados Unidos, muchos académicos desconfían de las afirmaciones y alabanzas sostenidas por los promotores del desarrollo personal, ya que las califican como incorrectas y mentirosas. En el año 2005, Steve Salerno elaboró un perfil del movimiento estadounidense de desarrollo personal, al que mostraba no solamente sin eficacia para alcanzar sus objetivos, sino también como socialmente peligroso en ciertos aspectos. Salerno estableció que el 80 % de los clientes del desarrollo personal eran clientes fieles y repetidos, que insistían con un tratamiento o con otro, tanto si el programa les había sido de utilidad o no. En cuanto a la literatura sobre el tema, Salerno destacaba que «la simple oferta de libros sobre el desarrollo personal, provocaba el aumento de la demanda». O sea, cuanto más se sabía y leía sobre este asunto, más pensaba la gente que tenía necesidad, como si se cayera en una adicción o se estimulara su credulidad. Y tan es así que los autores de libros sobre desarrollo personal han sido calificados como escritores en cuestiones ideológicas, ficcionarias, o incluso moralistas, a pesar de que un barniz científico-experimental pretendía impregnar sus trabajos.
Varias publicaciones periódicas en esta temática han logrado establecerse en Francia; la más conocida entre ellas es Psychologies Magazine,, fundada por ediciones Retz y desarrollada por Jean-Louis Servan-Schreiber desde 1997 a 2005. Su circulación se quintuplicó entre 1997 y 2005 (hasta 320 000). Otras revistas han aparecido entre 2000 y 2013, incluyendo CLAVE, el mismo Jean-Louis Servan Schreiber. La tendencia general parece ser una renovación del enfoque público, impulsado por los temas del sufrimiento en el trabajo en particular. 

#### Una medida con frecuencia egocentrista y aleatoria del desarrollo personal
En cualquier nivel del desarrollo —económico, político, biológico, organizacional, autoestima o personal— una estructura de referencia es necesaria con el fin de determinar un mejoramiento de algún tipo ha tenido lugar. Este también es el caso del desarrollo personal.
La referencia principal para la evaluación de la mejora de un individuo es la propia persona y la confianza que tenga en sí misma, lo que se estima a través de test de autoevaluación, para determinar si ha habido algún progreso o si finalmente el individuo ha pasado a un nuevo estado en el desarrollo de su personalidad.
Son necesarias referencias externas para validar el desarrollo real. Las medidas o comparaciones incluyen el alcance de metas de desarrollo, la factibilidad de las estrategias y de los planes de acción aplicados para intentar alcanzar los objetivos, la cuantificación del progreso realizado, la determinación del efectivo alcance de ciertos niveles o etapas prefijados, las acciones correctivas que sea aconsejable tomar sobre la base de un análisis crítico con retroalimentación, etc.

#### Una economía del desarrollo personal que florece
Directa o indirectamente, el desarrollo personal también puede llegar a ser una interesante actividad económica, y en este caso la misma puede desarrollarse según dos ejes o líneas principales de acción: los servicios a particulares (personas), y los servicios a instituciones y organizaciones.
- En lo fundamental, los servicios a particulares o servicios a individuos comprenden la producción de libros o escritos especializados, los seminarios y mesas redondas sobre motivación, los programas de consulta y formación en línea, los talleres y cursillos en la materia con diferentes enfoques y niveles, la asistencia individual, el coaching, y las técnicas particulares que conllevan o implican algún tipo de teoría o sistema de valores, como por ejemplo el yoga, las artes marciales, la meditación, o incluso los programas de fitness. El aludido mercado es evidentemente complejo y diverso, y muy difícil de medir o estimar, aunque puede afirmarse que está en crecimiento.[67]

- Por su parte, los servicios a instituciones y corporaciones llegan tanto a estudiantes como a empleados, bajo la forma de tests psicológicos, autoevaluaciones, cursillos de formación, coaching, padrinazgos, mentoría, actividades grupales de esparcimiento, etc.

Algunas empresas de consultoría no están especializadas en el desarrollo personal, pero las empresas que se dedican a recursos humanos, y/o reclutamiento, y/o estrategia organizacional, han entrado de lleno casi todas ellas en este floreciente mercado, así como un gran número de grupos más modestos y de profesionales independientes, todos los cuales ofrecen con regularidad servicios de consultoría, de capacitación profesional, y de coaching.
El desarrollo personal en las empresas casi siempre forma parte de la consultoría en recursos humanos, con firmas como Hewitt, Mercer, Towers Watson, etc. Algunas ofrecen consultoría en el desarrollo de talentos, y/o programas intensivos de capacitación, con el objetivo, entre otros, de mejorar las competencias de comportamiento del grupo de colaboradores. Los grupos que se dedican a estrategias empresariales, tales como McKinsey o Boston Consulting Group, orientan sus servicios a nivel de las direcciones. Las empresas de trabajo temporal como Adecco y Manpower, proponen estudios sobre las motivaciones de los empleados, así como sobre el desarrollo de las carreras. Las oficinas de reclutamiento de técnicos superiores, tales como Korn Ferry, proponen el coaching para jefes y dirigentes.